# John P. McKersie
John P. McKersie (Madison, Wisconsin, 1972. január 23. –) amerikai jégkorongozó, kapus.

## Pályafutása
Komolyabb junior karrierjét az USHL-es Dubuque Fighting Saintsben kezdte 1990-ben. A következő évben a Bostoni Egyetem csapatában játszott. 1991–1996 között volt az egyetemi csapat tagja. Egy kerékpárbaleseteben majdnem életét vesztette de két nap kóma utána felébredt és folytatta a jégkorongozást. Az 1990-es NHL-drafton a Minnesota North Stars választotta ki a tizedik kör 239. helyén. 1996–1997-ben három mérkőzést játszott az ECHL-es South Carolina Stingraysben.

## Díjai
- NCAA (East) Második All-American Csapat: 1994